# Winter of Discontent

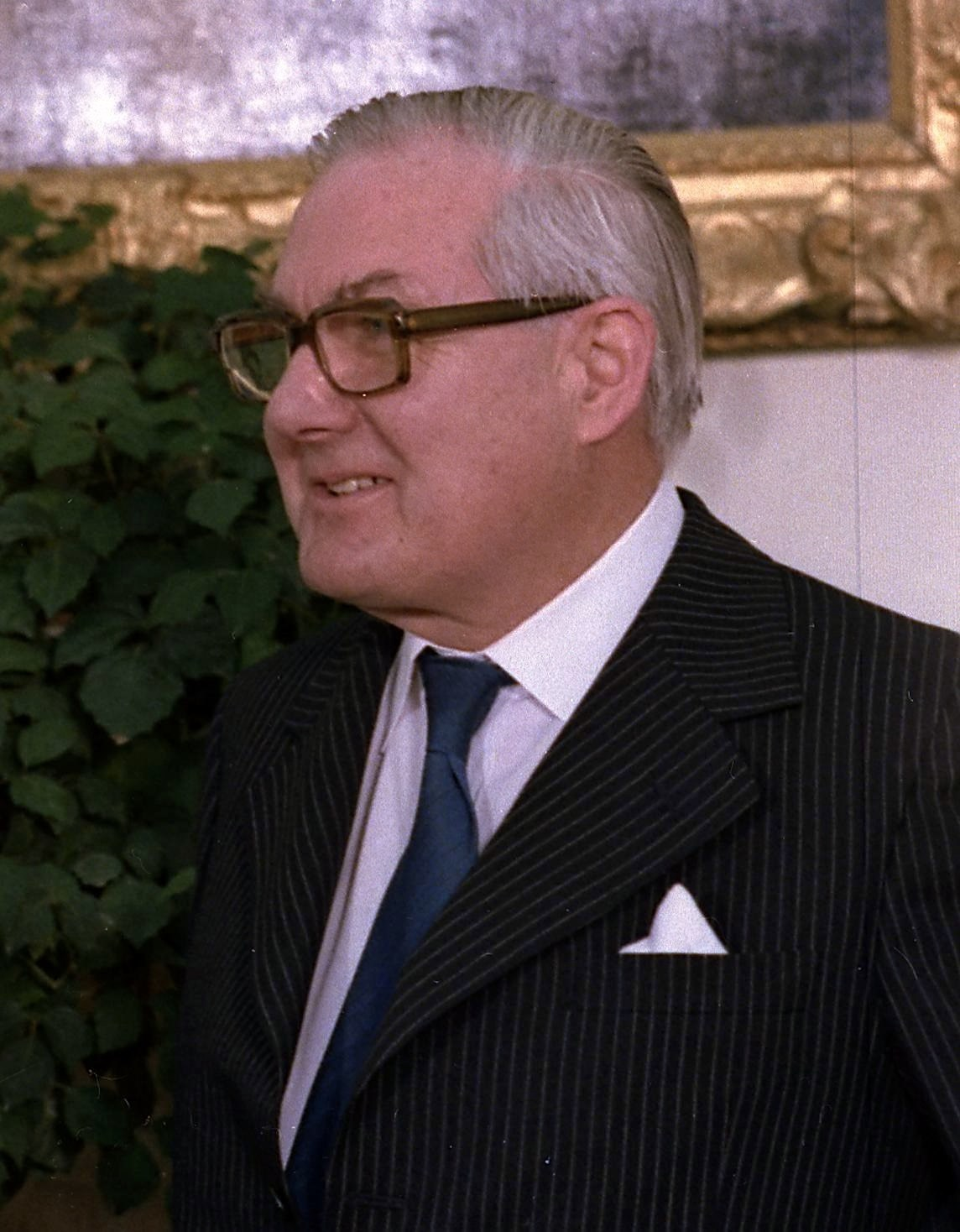
James Callaghan, Storbritanniens dåvarande premiärminister.

Winter of Discontent - Missnöjets vinter var den period mellan november 1978 och februari 1979 i Storbritannien som kännetecknades av omfattande strejker bland privata, och senare offentliga, fackföreningar som krävde löneökningar som var större än de gränser som premiärminister James Callaghan och hans Labourregering hade infört, mot fackföreningskongressen (TUC) för att kontrollera inflationen. En del av dessa arbetskonflikter orsakade stora olägenheter för allmänheten, som förvärrades av den kallaste vintern på 16 år, då svåra stormar isolerade många avlägsna områden i landet.
Regeringen såg 5 procent som en riktlinje för den privata sektorn. Leverantörer till staten som inte följde detta skulle tvingas acceptera sanktioner. Detta togs senare tillbaka efter protester från Storbritanniens industriförbund och politisk strid i parlamentet. Ford gav sina anställda en löneökning inom riktlinjerna om 5 procent. Fackförbunden och då främst Transport and General Workers Union (TGWU) började en inofficiell strejk 22 september 1978 som blev officiell 5 oktober med 57 000 deltagare. 22 november accepterades Fords anbud om en löneökning på 17 procent, vilket var långt över den 5-procentsgräns som regeringen tvingade sina egna arbetare till i avsikt att statuera ett exempel för den privata sektorn att följa, efter att en resolution vid Labourpartiets årliga konferens som uppmanade regeringen att inte ingripa antogs med överväldigande majoritet. I slutet av året inleddes en strejk bland åkerierna, och i början av 1979 drabbades en svår storm. Senare under månaden följde även många offentliganställda efter. Dessa aktioner inkluderade en inofficiell strejk bland dödgrävare i Liverpool och Tameside (där man tvingades hyra utrymmen för att förvara avlidna som inte blivit begravda), och strejker bland sophämtare, som lämnade oinsamlat skräp på gator och offentliga platser, inklusive Leicester Square i London. Dessutom bildade NHS-anställda strejkvakter för att blockera sjukhusentréer, vilket ledde till att många sjukhus reducerades till att endast ta emot akutpatienter.
Oroligheterna hade djupare orsaker än förbittring över taken för löneförhöjningar. Labours interna splittring i fråga om sitt engagemang för socialismen, som manifesterades i dispyter om arbetsrättsliga reformer och makroekonomisk strategi under 1960-talet och början av 1970-talet, ställde väljares medlemmar mot partiets etablissemang. Många av strejkerna inleddes på lokal nivå, och de nationella fackliga ledarna var i stort sett oförmögna att stoppa dem. Fackligt medlemskap, särskilt inom den offentliga sektorn, hade blivit mer kvinnligt och mindre vitt, och tillväxten av fackföreningarna inom den offentliga sektorn hade inte gett dem en motsvarande andel av makten inom TUC.
Efter att Callaghan återvänt från ett toppmöte i tropikerna vid en tidpunkt då åkeristrejken och vädret hade stört ekonomin allvarligt och fått tusentals att ansöka om arbetslöshetsunderstöd, parafraserades hans förnekande av att det rådde "tilltagande kaos" i landet i en berömd rubrik i tidningen The Sun som "Kris? Vilken kris?" Transportarbetarnas strejk gjorde att Storbritannien inte hade ett fungerade transportväsende och på sina håll började det bli brist på varor. Diskussioner började föras om att sätta in armén för att ta hand om samhällsnödvändiga funktioner. Strejkerna slutade i februari 1979 men regeringens anseende var starkt försvagat sedan man inte lyckats hantera situationen. Den konservativa ledaren Margaret Thatchers erkännande av situationens allvar i en partipolitisk sändning en vecka senare sågs som avgörande för hennes valseger i det allmänna valet som hölls fyra månader senare efter att Callaghans regering fallit i en misstroendeomröstning. Väl vid makten antog de konservativa, som under Thatchers ledning hade börjat kritisera fackföreningarna för att vara alltför mäktiga, lagstiftning, liknande den som föreslagits i en vitbok från Labour ett decennium tidigare, som förbjöd många metoder, såsom sekundära strejkvakter, som hade förstärkt effekterna av strejkerna. Thatcher, och senare andra konservativa som Boris Johnson, har fortsatt att åberopa "missnöjets vinter" i valkampanjer; Det skulle dröja 18 år innan en ny Labourregering kom till makten. I slutet av 2010-talet, efter ytterligare nederlag för Labour, hävdade en del brittiska vänsteranhängare att denna berättelse om missnöjets vinter var felaktig och att politiken under de följande decennierna var mycket skadligare för Storbritannien.
Uttrycket kommer från William Shakespeares Richard III: Now is the Winter of our Discontent / Made glorious summer by this sun of York..." och The Suns redaktör Larry Lambs använde uttrycket i sin beskrivning av situationen i en ledare den 3 maj 1979.